# Дружина доглядача зоопарку
«Дружина доглядача зоопарку» (англ. The Zookeeper's Wife) – історичний військовий фільм режисера Нікі Каро з Йоханом Хелденбергом, Джесікою Честейн і Даніелем Брюлем в головних ролях. Заснований на реальній історії з життя працівників Варшавського зоопарку. Сценарій фільму написаний Анджелою Воркмен за мотивами однойменної книги Діан Акерман. Прем'єра фільму відбулася 8 березня 2017 року.

## Сюжет
В основу цієї зворушливої кінострічки ліг міжнародний бестселер, що описує реальні події, які відбувалися в Польщі в минулому столітті. У центрі оповідання виявляється жінка по імені Антоніна. Вона дружина доглядача зоопарку, що розташований в одному із районів Варшави. Героїня звикла довіряти тваринам більше, ніж людям, здатним навіть зраджувати своїх близьких. Але починається війна, і спокійне життя Антоніни, як і інших поляків, змінюється. Це відбувається стрімко: ще вчора ніщо не віщувало біди, а вже сьогодні загарбники з сусідньої Німеччини скидають бомби на міста, встановлюють свої порядки і всіх неугодних людей відправляють у гетто. Як відомо, більшість неугодних — євреї, переслідувані нацистами протягом декількох років війни. Бачачи те, що відбувається, Антоніна з чоловіком Яном наважуються прикривати їх від нацистів. Так як всіх тварин із зоопарку забрали, там з'явилося багато місця, що наштовхує її на думку про раціональне використання кліток та підвалів – подружжя ховають там євреїв. Вони роблять все вкрай акуратно, але в якийсь момент один з офіцерів-загарбників — Людвіг Хетз — починає здогадуватися про підпільну діяльність героїв.

## Книга
Військова драма «Дружина доглядача зоопарку» є екранізацією однойменного роману Діан Акерман, заснованого на реальних подіях. Подружжю Жабинських, попри постійні обшуки і пильну увагу з боку окупантів, вдалося врятувати від смерті понад 300 євреїв. Про екранізацію говорили починаючи з 2010 року. За постановку взявся режисер з Нової Зеландії Нікі Каро. Зйомки розпочали із роботи з тваринами. Актори на знімальному майданчику з'явилися через 20 днів. Основним місцем зйомок стала Прага.

## У ролях
- Джессіка Честейн – Антоніна Жабинська
- Йохан Хелденберг – Ян Жабинський
- Даніель Брюль – Людвіг Хетз
- Іддо Голдберг – Мауриці Френкель
- Майкл Мак-Елхеттон – Ежі